# Ингельхайм-ам-Райн
И́нгельхайм-ам-Райн (нем. Ingelheim am Rhein) — город в Германии, районный центр, расположен в земле Рейнланд-Пфальц.
Входит в состав района Майнц-Бинген. Население составляет 24152 человека (на 31 декабря 2010 года). Занимает площадь 49,86 км². Официальный код — 07 3 39 030. Город подразделяется на 6 городских районов.

## История
Согласно знаменитому сообщению Бертинских анналов, в Ингельгеймский императорский дворец ко двору франкского императора Людовика Благочестивого в 839 году прибыли послы кагана народа «рос». Это первое упоминание Руси в письменных источниках. Первую серьезную попытку дать лингвистическое и историческое объяснение фризской (кельтской) этимологии понятия «русь» предпринял О. И. Прицак. Прицак считает, что название «Русь» произошло от кельто-латинского названия местности «Рутениси», которое изменилось во Франции в «Руси», а в средней Германии в «Рузи». Торговцы организаций Русь перенесли своё название на территорию Восточно-Европейской равнины, где его приняли люди всех национальностей, составлявшие эту организацию, и передали его народам, населявшим захваченные земли.
Здесь же Людовик Благочестивый и умер в 840 году.

## Экономика
В городе расположена штаб-квартира одной из крупнейших мировых фармацевтических компаний Boehringer Ingelheim Pharma GmbH